# Peri (Corse-du-Sud)
Peri település Franciaországban, Corse-du-Sud megyében. Lakosainak száma 2042 fő (2022. január 1.). Peri Bastelica, Carbuccia, Cuttoli-Corticchiato, Sarrola-Carcopino, Tavaco, Tolla és Ucciani községekkel határos.

## Népesség
A település népességének változása:
| Lakosok száma | 493  | 626  | 924  | 1469 | 1806 | 1888 | 1999 | 2015 | 2038 | 2042 |
|               | 1968 | 1982 | 1990 | 2006 | 2013 | 2015 | 2017 | 2019 | 2020 | 2022 |